# Limenitis agnata
Limenitis agnata är en fjärilsart som beskrevs av Hans Fruhstorfer 1897. Limenitis agnata ingår i släktet Limenitis och familjen praktfjärilar. Inga underarter finns listade i Catalogue of Life.